# دورثي ماكجواير
دورثي ماكجواير (بالإنجليزية: Dorothy McGuire)‏ هي ممثلة أمريكية، ولدت في 14 يونيو 1916 بأوماها في الولايات المتحدة، وتوفيت في 13 سبتمبر 2001 بسانتا مونيكا في الولايات المتحدة بسبب قصور القلب.

## أعمال

### أفلام
- (1945) شجرة تنمو في بروكلين
- (1947) اتفاقية الشرف
- (1950) السيد 880
- (1954) ثلاث عملات في النافورة
- (1955) محاكمة
- (1956) إقناع ودي

## ترشيحات
ترشيحات
- جائزة الأوسكار لأفضل ممثلة، عن عمل: اتفاقية الشرف (1947)

## وصلات خارجية
- دورثي ماكجواير على موقع IMDb (الإنجليزية)
- دورثي ماكجواير على موقع ألو سيني (الفرنسية)
- دورثي ماكجواير على موقع تيرنر كلاسيك موفيز (الإنجليزية)
- دورثي ماكجواير على موقع أول موفي (الإنجليزية)
- دورثي ماكجواير على موقع قاعدة بيانات برودواي على الإنترنت (الإنجليزية)
- دورثي ماكجواير على موقع قاعدة بيانات الأفلام السويدية (السويدية)
- دورثي ماكجواير على موقع إن إن دي بي (الإنجليزية)
- دورثي ماكجواير على موقع قاعدة بيانات الفيلم (الإنجليزية)
- دورثي ماكجواير على موقع كينوبويسك (الروسية)